# Riddick Bowe
Pour les articles homonymes, voir Bowe.
Riddick Bowe est un boxeur américain né le 10 août 1967 à Brooklyn, New York.
Il a détenu le titre de champion du monde des poids lourds de 1992 à 1993 (WBA, WBC & IBF) et en 1995 (WBO). Réputé pour son punch, Bowe est connu pour ses trois affrontements contre Evander Holyfield.

## Biographie

### Jeunesse
Né à Brownsville, Brooklyn, le 10 août 1967, Bowe est le douzième d'une famille de treize enfants. Dans un quartier réputé difficile, il passe une jeunesse paisible sans délits, contrairement à un de ses frères et malgré le décès d'une de ses sœurs battue à mort par un drogué. Il fut dans la même école que Mike Tyson à Brooklyn.    

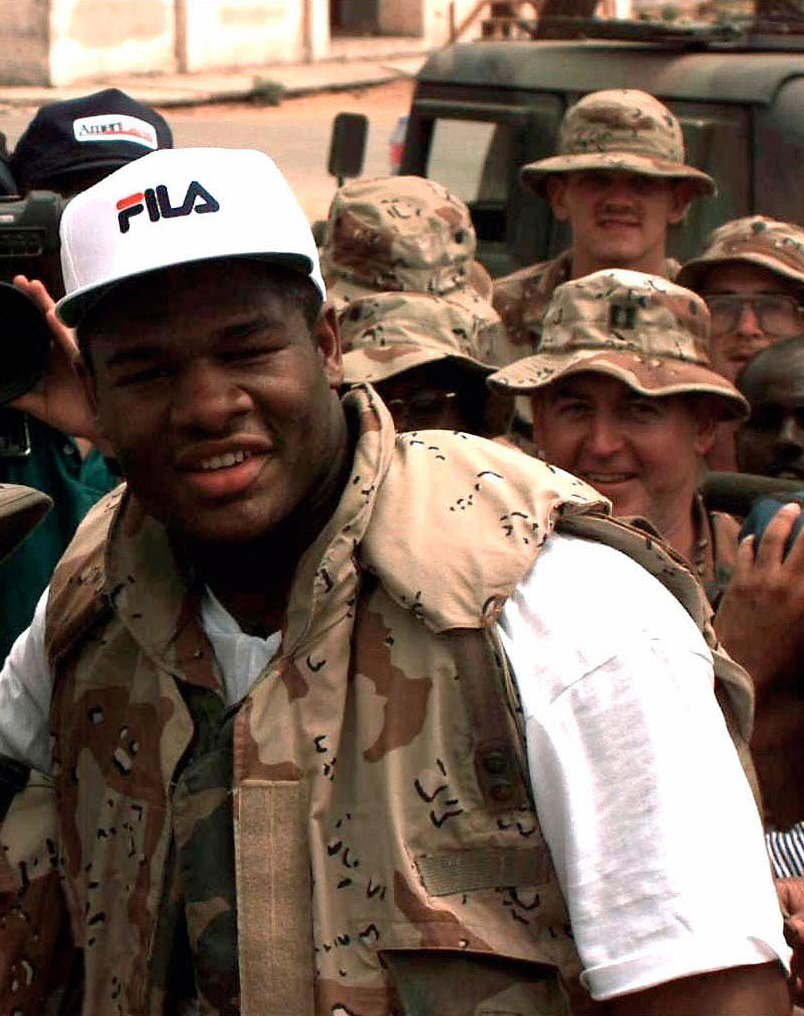
Riddick Bowe en 1993

### Boxe amateur
Devenu boxeur amateur, il remporte notamment les gants d'or à New York 4 années consécutives, de 1985 à 1988. Dans la catégorie des lourds-légers, il gagne les championnats du monde junior à Bucarest en 1985. Il remporte la médaille de bronze en poids lourds aux jeux Pan-Américains à Indianapolis. Ses résultats lui permettent d'être sélectionné dans la catégorie des lourds aux Jeux olympiques de Séoul en 1988. Parvenu jusqu'en finale, il affronte un autre futur champion du monde, l'Anglais Lennox Lewis. Il perd en finale, arrêté par l'arbitre qui lui reproche sa passivité ; cette décision sera très controversée. Son palmarès en amateur est de 104 victoires pour 18 défaites.

### Débuts professionnels
Riddick Bowe fait ses débuts professionnels à 21 ans, le 6 mars 1989. Entraîné par le légendaire Eddie Futch autrefois entraîneur de Joe Frazier et de Larry Holmes, il va vite se faire un nom dans la catégorie, combattant régulièrement à Atlantic City au fameux Trump Plaza Hotel. En 18 mois, il remporte 18 combats dont 16 avant la limite. Il acquiert bientôt le surnom de "Big Daddy".

### Premiers tests
Il rencontre son premier adversaire de renom le 7 septembre 1990 : l'ancien champion du monde Pinklon Thomas. Après 8 rounds, le coin de ce dernier jette l'éponge. Après deux nouveaux succès, il rencontre l'ex-médaillé d'or aux jeux olympiques Tyrell Biggs le 2 mars 1991. À la 8e reprise, Bowe est en avance sur les cartes des juges ; un crochet du droit envoie son adversaire à terre, il se relève mais encaisse plusieurs coups sans se défendre et retourne au sol ; l'arbitre arrête le combat. Le 20 avril, il rencontre l'ancien champion du monde Tony Tubbs. Pour la première fois en 23 combats, Bowe va au bout de 10 rounds, déclaré vainqueur par décision unanime des juges, qui n'aura cependant pas convaincu une partie des spectateurs qui hue la décision.
Cependant Bowe va alors enchaîner plusieurs victoires avant la limite, entre autres contre le futur champion du monde Bruce Seldon qu'il envoie à terre d'un crochet du gauche dès le premier round, puis une seconde fois quelques instants plus tard ; il l'emporte en 1 minute 48. Son premier combat contre Elijah Tillery le 29 octobre fera beaucoup parler. Le premier round terminé, Bowe pousse Tillery qui réagit violemment, allant jusqu'à donner des coups de pied ; il est disqualifié. Pour dissiper cette victoire contestable, Bowe domine la revanche un mois et demi plus tard ; dans la 4e reprise, il accule Tillery dans les cordes et le bombarde de coups, ce dernier ne réplique pas. Le visage ensanglanté, Tillery n'est plus en état de continuer, l'arbitre le compte debout puis l'arrête. Après deux nouvelles victoires, il combat Pierre Coetzer le 18 juillet 1992 en combat éliminatoire pour le titre. Ayant surtout combattu entre 102 et 104 kilos, Bowe monte sur le ring à 111 kilos, laissant transparaître pour la première fois une certaine nonchalance à l'entraînement. Néanmoins, le visage marqué de Coetzer témoigne rapidement des coups reçus. À la fin du 7e round, une combinaison de coups pousse l'arbitre à arrêter le combat ; Bowe remporte sa 31e victoire consécutive, sa 28e avant la limite. Son prochain objectif est le championnat du monde, contre Evander Holyfield.

### Champion du monde contre Evander Holyfield
Le combat contre Evander Holyfield est prévu le 13 novembre 1992, au Caesar's Palace de Las Vegas. Malgré ses derniers combats peu convaincants, Holyfield est donné vainqueur à 7 contre 5. La bourse de ce dernier s'élève à 5 millions, Bowe en recevra 3. Ce choc entre deux boxeurs poids lourds invaincus pour le gain des ceintures WBA, WBC & IBF attire beaucoup de fans, Bowe pour l'occasion est redescendu à 106 kilos. Holyfield remporte les premières reprises, mais Bowe, plus jeune, plus grand et plus lourd, impose vite ses longs directs et ses uppercuts. Le combat est particulièrement acharné, à chaque round, les deux boxeurs échangent plus de 100 coups sans faiblir ! Le 10e round est considéré par beaucoup comme un des plus beaux jamais vu en championnat du monde poids lourds, Holyfield au début du round est sévèrement touché par de nombreux coups de Bowe et manque de chuter, mais il termine le round en trombe et ébranle à son tour Bowe. Au 11e round, alors que le score des juges est légèrement à l'avantage de Bowe, ce dernier fait chuter Holyfield sur un uppercut. Celui-ci se relève, contre-attaque et bouscule son adversaire, le combat est allé au terme des 12 rounds, une limite que Bowe n'avait jamais atteint. Le verdict des juges est unanime en sa faveur, il devient champion du monde, à l'âge de 25 ans. Le combat est nommé Combat de l'année par Ring Magazine.

### Champion contesté
Riddick Bowe doit alors affronter le challenger no 1 mondial de la WBC, Lennox Lewis. Mais les négociations avortent et Big Daddy fera sensation en jetant devant les caméras la ceinture WBC dans une poubelle. Il est destitué par cette fédération, Lewis en devient le champion sans combattre. Certains pensent que Bowe ne voulait pas rencontrer son ancien vainqueur par peur, tandis que d'autres pensent que le combat n'a pas eu lieu car Lewis était très peu vendeur aux États-Unis. Bowe reste cependant détenteur des ceintures WBA et IBF. Donné vainqueur à 20 contre 1, il bat facilement l'ancien champion du monde Michael Dokes en un round, d'un barrage de coups. L'IBF ne reconnait même pas son adversaire suivant, Jesse Ferguson. En effet, malgré sa récente victoire contre Ray Mercer, Ferguson a perdu 9 de ses 15 derniers combats. Ce dernier va au tapis dès le premier round, Bowe l'y renvoie pour le compte à la 2e reprise. Le public attend la revanche face à Evander Holyfield, Bowe va la lui accorder.

### Bowe contre Holyfield II
La revanche tant attendue a lieu au Caesar's Palace, en plein air, le 6 novembre 1993. Bowe part cette fois favori. Holyfield a gagné en muscle quand Bowe monte enrobé, il n'a jamais été aussi lourd. Holyfield qui avait cherché l'épreuve de force lors du premier combat applique une autre stratégie, il reste plus à distance, misant sur sa rapidité. Bowe ne parvient pas à répliquer aussi efficacement que lors du premier combat. Durant le 7e round, un homme en paramoteur tente d'atterrir sur le ring et tombe dans la foule, écrasant la femme de Bowe, enceinte. Après une altercation avec les hommes de coin du champion, l'homme est évacué par la sécurité du Casino, tout comme Eddie Futch l'entraîneur de Bowe qui a 82 ans subit un arrêt cardiaque. Le combat reprend et Holyfield gagne aux points par décision majoritaire, infligeant à Bowe la seule défaite de sa carrière.

### Come-Back et conquête du titre WBO
Pour son combat de rentrée, Bowe prévoit initialement de faire face à François Botha en février 1994, mais le combat est annulé après qu'il s'est blessé à l'entraînement.
En août 1994, il affronte à Atlantic City le modeste Buster Mathis Jr, qui ne compte aucune défaite . À l'issue des trois premiers rounds, Bowe est en avance sur les cartes des juges, bien qu'il éprouve des difficultés à toucher Mathis, à cause de son gabarit inférieur et de son style élusif. Au quatrième round, de puissants coups de Bowe atteignent Mathis, qui dans la foulée, préfère poser un genou à terre pour pouvoir récupérer. Mais dans le feu de l'action, Bowe assène un large crochet qui met brièvement KO son opposant. Hésitant à le disqualifier pour ce coup illégal , l'arbitre décide finalement de déclarer le combat sans décision après avoir délibéré avec des membres de la commission du New Jersey. 
Il signe en juin un contrat pour affronter le champion WBC Lennox Lewis en mars 1995  mais celui-ci s'incline par KO face à Oliver Mccall en septembre, annulant de ce fait le match tant attendu. 
En décembre, il domine aux points l'espoir invaincu Larry Donald, non sans avoir endommagé sa réputation lorsqu'il frappa ce-dernier après un échange de mots lors de la conférence de presse d'avant-combat.
Boycotté par les trois organisations majeures il choisit de combattre l'invaincu Herbie Hide le 11 mars 1995, pour le gain de la ceinture moins réputée WBO. Hide gagne les deux premiers rounds, dansant et utilisant avec succès son jab. Dans la 3e reprise, Bowe réplique efficacement au corps. Hide va deux fois à terre, puis deux fois à nouveau dans le 4e round, une fois dans le 5e et deux autres fois dans le 6e, Bowe remporte le combat et redevient champion du monde.
Il défend ce titre en juin contre le puncheur cubain Jorge Luiz Gonzalez, qui a mis KO 22 de ses 23 adversaires et qui l'avait défait en amateur  . Les deux boxeurs se vouent une haine féroce, qui est exacerbée par plusieurs altercations physiques et verbales qui ont lieu durant les mois précédant le combat. Celui-ci sera toutefois à sens unique. Très motivé, Bowe surclasse son rival en le coinçant fréquemment dans les cordes, grâce notamment à un bon usage de son jab et de sa droite. Malgré une bonne résistance, Gonzalez s'écroule dans la 6e reprise à la suite d'une terrible droite plongeante, qui le laisse gisant au sol, assomé.
N'ayant pas remis en jeu son titre face au challenger Alexander Zolkin, Bowe n'est officiellement plus considéré comme champion WBO le 11 janvier 1996.

### Bowe contre Holyfield III
Le 4 novembre 1995, 3 ans après le premier combat, a lieu la belle contre Holyfield, toujours au Caesar's Palace. Bien qu'il n'y ait aucun titre en jeu cette fois-ci (la ceinture WBO de Boxe n'est pas disputée) cet affrontement est considéré par beaucoup comme le vrai championnat du monde tant le chaos règne sur la catégorie où le titre est divisé entre trois autres boxeurs moins réputés. Bowe est donné favori à 3 contre 1 après les récentes méformes d'Holyfield. Le combat est pourtant une nouvelle fois très acharné. Au 5e round, Holyfield est malmené par les uppercuts de Bowe et semble fatigué. Pourtant, il démarre en trombe la 6e reprise et envoie Bowe au tapis pour la première fois de sa carrière à la suite d'un crochet du gauche. Holyfield tente alors d'en finir mais il s'essouffle rapidement et se heurte à la résistance de Bowe. Après 7 rounds, les deux combattants sont séparés d'un seul point sur les cartes des juges. C'est dans la 8e reprise que survient la fin du combat : Bowe contre une avancée de son opposant avec une courte droite au menton qui envoie Holyfield à terre. Il se relève difficilement. L'arbitre Joe Cortez l'autorise à reprendre mais il n'est plus en état, il commence à s'effondrer de nouveau sur le premier coup que Bowe lui donne, ce dernier gagne leur 3e affrontement. Cette trilogie restera comme une référence dans le monde de la boxe.

### Bowe contre Golota I et II
Le 11 juillet 1996, Riddick Bowe fait face à Andrew Golota, un polonais invaincu en 28 combats. Avec 114 kilos, plus lourd que jamais, son surpoids est très visible. Plus actif, Golota mène le combat. En tête avec 1 à 2 points d'avance sur les cartes des juges, il est cependant disqualifié au 7e round pour coups bas répétés. Les clans Bowe et Golota en viennent aux mains. Lou Duva le promoteur de Golota fait un malaise cardiaque et se fait difficilement évacuer à travers la foule, manquant plusieurs fois d'être renversé de son brancard. Pendant la bagarre générale, les commentateurs HBO en direct Larry Merchant et Jim Lampley sont menacés. C'est le boxeur ancien champion du monde poids lourd George Foreman présent en tant que consultant qui s'interpose pour les défendre ; une fois en sécurité Lampley le remerciera grandement toujours en direct.
Le 14 décembre 1996 a lieu la revanche, elle est prévue en 10 rounds, contrairement aux 12 du premier combat. Bowe s'est très bien entrainé cette fois, il monte sur le ring à 106 kilos, il n'a plus été aussi léger depuis son premier combat contre Holyfield. Le combat va être particulièrement animé : Golota utilise son jab avec précision dans le 1er round qu'il remporte. Un crochet du gauche suivi d'un court direct du droit envoie Bowe à terre au début du round suivant. Golota poursuit alors Bowe et l'assaille de coups. Bowe réplique sans précision et encaisse un nombre très élevé de coups au corps et au visage : 71 dans ce seul round. Golota est cependant pénalisé d'un point pour un coup de tête en fin de round. Bowe ne désarme pas et remporte le 3e round, coupe Golota à l’œil gauche, et l'envoie à terre dans le 4e d'une succession de crochets. Golota se relève mais, en difficulté, envoie plusieurs coups bas. Quelques secondes après avoir reçu une remontrance de l'arbitre, il recommence, il est pénalisé d'un point. À la 5e reprise, Golota envoie une nouvelle fois Bowe à terre de plusieurs crochets. Bowe se relève, finit difficilement la reprise et perd les trois suivantes, bien moins actif que son adversaire. En fin de 9e reprise, Golota envoie une fois encore des coups bas, il est une nouvelle fois disqualifié.
Bowe reste donc le vainqueur de ces deux combats mais son déclin semble évident, il met un terme à sa carrière, avec un bilan contrasté mais une grande popularité et un important palmarès.

### Ennuis judiciaires
Après les combats contre Golota, en janvier 1997, Bowe décide de rejoindre la marine de réserve américaine. Il dit avoir pris cette décision pour rendre sa mère fière et pour se forcer à retrouver un entrainement sérieux, avec l'intention de revenir à la boxe par la suite. L'expérience ne durera que quelques jours.
À la fin des années 1990 et au début des années 2000, Bowe est pris dans des ennuis judiciaires. Violences conjugales, enlèvement de ses enfants, il est condamné à 17 mois de prison.

### Retours occasionnels
Bowe fait un retour à la boxe en 2004, à 37 ans, avec un surpoids. Il bat un faire-valoir par KO, puis en 2005 gagne par décision partagée en 10 rounds contre Billy Zumbrun. 3 ans plus tard, en 2008, il reprend les gants face à l'Allemand Gene Pukall. L'Américain remporte le combat aux points. Il s'agit de son dernier combat en boxe anglaise.
En 2013, il annonce son intention de faire ses débuts en boxe thaï. Son premier combat, le 14 juin 2013, se solde par une lourde défaite.

## Distinctions
- Bowe - Holyfield I est élu combat de l’année en 1992[22].
- Riddick Bowe est élu boxeur de l'année en 1992 par Ring Magazine.
- Il est membre de l'International Boxing Hall of Fame depuis 2015[23].